# Eigenbetrieb

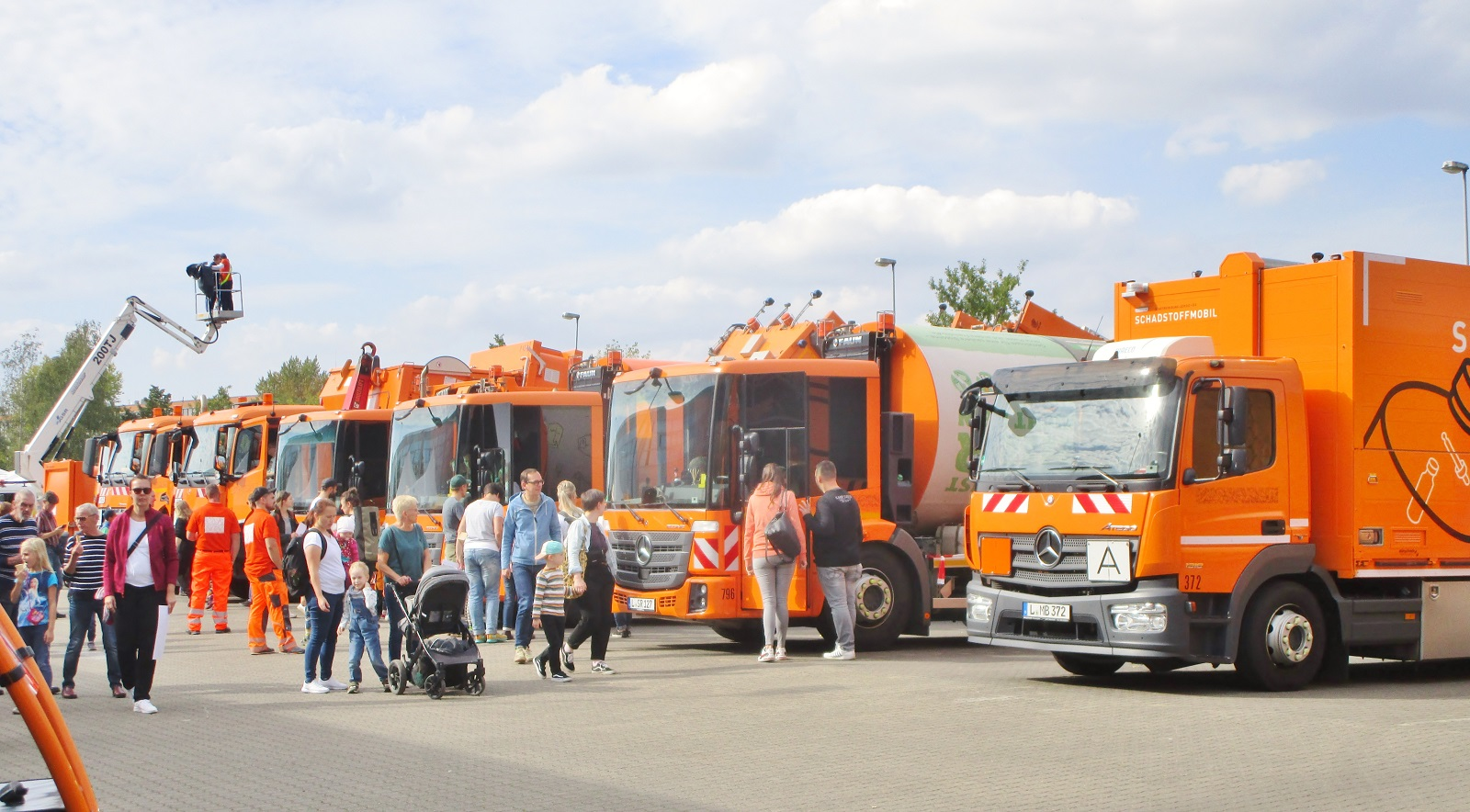
Tag der offenen Tür bei der Stadtreinigung Leipzig, einem kommunalen Eigenbetrieb

Der Eigenbetrieb gehört zu den öffentlichen Betrieben und Verwaltungen und stellt nach deutschem Recht eine Organisationsform eines kommunalen Unternehmens dar. Er ist eine besondere öffentlich-rechtliche Unternehmensform ohne eigene Rechtspersönlichkeit auf der Grundlage von Gemeinde- bzw. Kreisordnungen in den deutschen Bundesländern. Das entsprechende Pendant auf Landesebene ist der Landesbetrieb.

## Rechtsgrundlagen
Eigenbetriebe sind nach deutschem Kommunalrecht Organisationseinheiten einer Gemeinde, die keine eigene Rechtspersönlichkeit besitzen, für die durch die Art und Umfang ihrer Tätigkeitsprofile eine selbstständige Wirtschaftsführung gerechtfertigt sein kann. Sie können zu ihren Abnehmern (Benutzern) in öffentlich-rechtlichen (Subordinationsrecht) oder privatrechtlichen (Koordinationsrecht) Beziehungen stehen und damit Leistungsprofile im Rahmen des HGB und der Rechtsetzungshoheit (Satzungsrecht) der Kommunen aufweisen.
Die Legaldefinition des § 114 GemO NRW bezeichnet sie fragmentarisch als gemeindliche wirtschaftliche Unternehmen ohne Rechtspersönlichkeit. Eine umfassende Definition des Begriffs „Eigenbetrieb“ ist hier weder in Gesetzen noch in den Eigenbetriebs-Verordnungen enthalten.
Die Sächsische Gemeindeordnung (SächsGemO) bietet eine Legaldefinition für Eigenbetriebe in ihrem § 95a und bildet zugleich die Normierung für die analogen Bezugnahmen nach § 63 der Sächsischen Landkreisordnung (SächsLKrO). Das bis zum 31. Dezember 2013 gültige Sächsische Eigenbetriebsgesetz wurde durch Ergänzungen in der SächsGemO und dem Erlass einer Sächsischen Eigenbetriebsverordnung aufgehoben.
Im Freistaat Bayern werden Eigenbetriebe als gemeindliche Unternehmen, die außerhalb der allgemeinen Verwaltung als Sondervermögen ohne eigene Rechtspersönlichkeit geführt werden, definiert. Abweichend von adäquaten Regelungen anderer Bundesländer sind deren Organe die Werkleitung und der Werkausschuss.
Die novellierte Eigenbetriebsverordnung vom 25. Februar 2008 ermöglicht den Kommunen des Landes Mecklenburg-Vorpommern die Führung sowohl wirtschaftlicher als auch nichtwirtschaftlicher Unternehmen als Eigenbetrieb. Zu diesem Zweck muss er klar abgrenzbare Leistungen erbringen. Eigenbetriebe besitzen organisatorische, aber keine rechtliche Selbständigkeit. Die fehlende eigene Rechtspersönlichkeit kommt darin zum Ausdruck, dass die Gemeindevertretung bei ihrem Eigenbetrieb sowohl über dessen Errichtung und Auflösung, als auch über bedeutende Angelegenheiten der strategischen und personellen Führung des Eigenbetriebes entscheidet (§ 5 EigenbetriebsVO). Mangels Rechtspersönlichkeit ist der gesetzliche Vertreter von Eigenbetrieben der (Ober-)Bürgermeister der Trägerkörperschaft, sofern kein Betriebsleiter bestellt ist (§ 2 EigenbetriebsVO). Durch die fehlende eigene Rechtspersönlichkeit können Eigenbetriebe keine Verpflichtungen eingehen und keine Rechte erwerben. Das kann zunächst nur durch den gesetzlichen Vertreter der Gemeinde, den Bürgermeister, vorgenommen werden. Um diesen zu entlasten, sieht § 4 Abs. 1 EigenbetriebsVO eine Außenvertretungskompetenz der Betriebsleitung des Eigenbetriebs vor. Dadurch kann die Betriebsleitung eigenständig Geschäfte vornehmen, aus denen die Trägerkommune verpflichtet wird.
Materielle Rechtsgrundlage der Eigenbetriebe ist eine Eigenbetriebssatzung, die durch die Trägerkommune zu erlassen ist (z. B. § 95 Abs. 3 GemO Bayern). Die begrenzte Autonomie von Eigenbetrieben kommt auch darin zum Ausdruck, dass sie steuerrechtlich als Unternehmen im Sinne des § 2 Nr. 4 StromStG gelten.

## Wirtschaftliche Fragen
Eigenbetriebe sind aus der Haushaltssatzung der Trägerkörperschaft ausgegliedert und bilden ein eigenes kommunales Sondervermögen. Das Sondervermögen ist aus dem kommunalen Haushalt ausgegliedert, wird gesondert verwaltet und nachgewiesen. Das Sondervermögen wird nach § 53 Abs. 2 HGrG formal wie eine Beteiligung an privatrechtlichen Kommunalunternehmen angesehen. Die bei der Errichtung in das Sondervermögen zu übertragenden betriebsnotwendigen Vermögensbestandteile und Verbindlichkeiten müssen aufgabenadäquat sein und unterliegen dem Haushaltsgrundsatz der Haushaltsklarheit. Durch die Abgrenzung des Sondervermögens vom kommunalen Haushalt können Eigenbetriebe die für ihre Leistungen vereinnahmten Gebühren getrennt vom kommunalen Haushalt verbuchen, sodass die Zweckbindung dieser Gebühren gewahrt bleibt. Diese Zweckbindung stellt eine erlaubte Ausnahme zum sonst geltenden Gesamtdeckungsprinzip dar. Einnahmen fließen direkt in das Sondervermögen, aus dem auch die Ausgaben bestritten werden. In Eigenbetrieben entstandene Verluste kann die Trägerkörperschaft gemäß § 11 Abs. 7 Satz 1 EigAnVO vortragen oder im Jahr ihrer Entstehung durch Einlagen aus ihrem Haushalt ausgleichen. Der kommunale Eigenbetrieb ist als rechtlich unselbständige öffentlich-rechtliche Organisationseinheit einer Gemeinde ebenso insolvenzunfähig wie diese. Er stellt einen eigenen Wirtschaftsplan auf. Dieser besteht aus dem Erfolgsplan (laufende Kosten), dem Vermögensplan (Investitionen des Betreibers) und der Stellenübersicht.

## Zweck
Kommunale Eigenbetriebe stellen in vielen Fällen die Daseinsvorsorge sicher und sind als Versorgungsbetriebe (Wasser-, Abwasser-, Strom-, Gasversorgungs- oder Abfallwirtschaftsbetriebe) tätig; 17,9 % aller Krankenhäuser z. B. sind Eigenbetriebe (2007), auch Verkehrsbetriebe oder Theater sind oft Eigenbetriebe, daneben gibt es Eigenbetriebe der Wohnungswirtschaft.
Falls diese Eigenbetriebe eine bedeutende Betriebsgröße erreichen, kann der Träger im Rahmen seiner kommunalen Selbstverwaltung auch Ausgliederungen in eine Anstalt des öffentlichen Rechts (Kommunalunternehmen) oder in private Rechtsformen (GmbH, AG) vornehmen.

## Steuern
Die juristischen Personen des öffentlichen Rechts (JPdöR) unterliegen mit ihren Betrieben gewerblicher Art der Körperschaftsteuerpflicht, siehe § 1 Abs. 1 Nr. 6 KStG. Hierunter ist gemäß § 4 Abs. 1 KStG eine nachhaltige wirtschaftliche Tätigkeit zur Erzielung von Einnahmen zu verstehen. Somit ist eine Analyse erforderlich, ob eine Tätigkeit einer Kommune als wirtschaftliche Betätigung einzuordnen ist und somit ein BgA begründet wird. Diese Betätigung kann organisatorisch innerhalb einer AöR, eines Eigenbetriebes oder als Regiebetrieb erfolgen.
Der Eigenbetrieb stellt steuerrechtlich lediglich eine von der JPdöR gewählte Organisationsform dar, dessen Betätigungen aufzugliedern sind in hoheitliche oder gewerbliche Bereiche.
Denkbar sind Eigenbetriebe, deren Tätigkeiten vollständig einen BgA begründen (z. B. Krankenhäuser oder Stadtwerke), die vollständig steuerrechtlich irrelevante hoheitliche Betätigungen ausüben (z. B. ein Grünflächenamt ohne gewerbliche Betätigungen) oder die teilweise gewerblich tätig werden (z.B Abfallwirtschaft mit teilweise gewerblicher Abfallentsorgung).
Es ist somit eine Entscheidung über den Einzelfall zu treffen. Hilfreich ist dabei als Hilfestellung der Leitfaden Besteuerung der öffentlichen Hand der OFD NRW, welcher einen Katalog der möglichen Betriebe gewerblicher Art enthält.
Die Begrifflichkeit Betrieb gewerblicher Art als steuerrechtlicher Begriff ist somit strikt abzugrenzen von der Begrifflichkeit Eigenbetrieb.
Die Umsatzsteuer lehnte sich über § 2 Abs. 3 UStG hinsichtlich des umsatzsteuerlichen Steuerrechtssubjekts an den Begriff Betrieb gewerblicher Art an. Eine JPdöR gibt somit grundsätzlich eine Umsatzsteuererklärung ab, in denen die Besteuerungsgrundlagen ihrer Betriebe gewerblicher Art erklärt werden. Auf die Änderungen im Umsatzsteuerrecht durch die Einführung des § 2b UStG wird hingewiesen. Ein Eigenbetrieb stellt aber auch weiterhin kein Rechtssubjekt im Sinne des UStG dar.
Nach § 2 Abs. 3 Satz 1 UStG sind grundsätzlich auch juristische Personen des öffentlichen Rechts im Rahmen ihrer Eigenbetriebe gewerblicher Art unternehmerisch und damit wirtschaftlich tätig. Bei Eigenbetrieben handelt es sich nach § 1 Abs. 1 Nr. 6 i. V. m. § 4 KStG um alle Einrichtungen, die einer nachhaltigen wirtschaftlichen Tätigkeit zur Erzielung von Einnahmen dienen und die sich innerhalb der Gesamtbetätigung der juristischen Person wirtschaftlich herausheben. Auf die Absicht, Gewinn zu erzielen, und eine Beteiligung am allgemeinen wirtschaftlichen Verkehr kommt es nicht an (§ 4 Abs. 1 KStG).

## Ähnliche Kommunale Wirtschaftsunternehmen in anderen Staaten

### Österreich
In Österreich wird die dem Eigenbetrieb nach deutschem Recht ähnliche öffentlich-rechtliche Betriebsform als Betrieb gewerblicher Art einer Körperschaft des öffentlichen Rechts bezeichnet. Die Legaldefinition befindet sich im Paragraphen 2 des Bundesgesetz vom 7. Juli 1988 über die Besteuerung des Einkommens von Körperschaften.

### Schweiz
Seitens des Bundes und der Kantone existiert kein öffentliches Organisationsrecht, das eine abschließende Regelung für öffentlich-rechtliche Organisationsformen vorsieht. Es wird im Bedarfsfall zum jeweiligen Zweck geschaffen. Die typische Form zur Erfüllung wirtschaftlich orientierter Aufgaben von Gemeinden ist die Anstalt mit eigener Rechtspersönlichkeit, zu deren Wahl es durch die Zweckbestimmung des Aufgabenträgers kommt. Deren Handlungsgrundlage bildet das jeweilige Anstaltsreglement.